# Monastero di San Pedro de Siresa
Il Monastero di San Pedro de Siresa (in aragonese: Monesterio de Sant Per de Ciresa, in spagnolo: Monasterio de San Pedro de Siresa) è un monastero nella Valle de Hecho, (Aragona, Spagna). Fu costruito tra il IX e il XIII secolo, ed è il monastero più settentrionale dell'Aragona.
Gli edifici esistono da secoli in questo sito, forse, secondo gli scavi condotti nel 1991, risalenti all'epoca visigota. Una strada romana (le cui rovine sono visibili ancora oggi) passava nelle vicinanze, collegando Saragozza e Berdún (nel comune di Canal de Berdún) a Béarn (Francia), attraverso il passo di 1.970 metri a Puerto de Palo.